# Gehendra Bahadur Rajbhandary
Gehendra Bahadur Rajbhandary (język nepalski गेहेन्द्र बहादुर राजभण्डारी; ur. 1923, zm. 1994) – nepalski polityk, w latach 1970–1971 był najwyższym ministrem z uprawnieniami premiera Nepalu.
Był również ministrem spraw pałacu i ministrem spraw zagranicznych Nepalu oraz liderem nepalskiej delegacji do ONZ.